# Ángel Ortiz
Ángel Ortiz, född 27 december 1977, är en paraguayansk tidigare fotbollsspelare.
Ángel Ortiz spelade 27 landskamper för det paraguayanska landslaget.